# Заглоба (герб)
Загло́ба або Заґло́ба, Загро́ба, Заґро́ба (пол. Zagłoba) — шляхетський герб низки шляхетських родів Польщі та України, часів Великого князівства Литовського та Речі Посполитої польського походження.
Після підписання Городельської унії 1413 року бояри Великого князівства Литовського, Руського та Жемайтійського, в тому числі й українські, що прийняли католицизм, отримали права і привілеї польської шляхти, а також право використовувати в числі інших герб «Заглоба».
Перша судова згадка про герб — 1420 р. Найстаріше зображення герба — 1466 року, єпископ Кам'янецький Миколай Лабунський. Герб Заглоба походить від герба Яструбець і пов'язаний зі створенням герба Побуг.

## Опис герба
У блакитному полі знаходиться підкова срібна, шипами вниз звернена, а з середини її чрез підкову проходить оголена шпага, так, що рукоятка її, що має вигляд хреста, залишається всередині підкови, а лезо виходить назовні. На шоломі видно пробите вліво стрелою крило. Перша літописна згадка герба рік 1413. Початок цього герба відносять до XI століття.
Герб належав понад 60 родинам: Бадковські (Badkowski), Бондковські (Badkowski), Богуські (Boguski), Богуш, Брацішевські (Braciszewski), Домбровські, Дубицькі (Dubicki), Дубина, Дзержановські (Dzierżanowski), Голембевські (Golembiewski), Грабовські, Ярочевські (Jaroczewski), Ярошевські (Jaroszewski), Канівські (Kaniowski), Княжицькі (Kniazycki), Козинські, Крайківські (Kraykowski), Кухарські, Лещинські, Лабунські (Łabuński), Мечковскі (Mieczkowski), Орженцькі (Orzecki), Полетило (Poletylo), Сахоцькі (Sachocki), Смоленські, Смолінські, Сохацькі (Sochacki), Стечковські (Steczkowski), Сулковські (Sulkowski), Щепенські (Szczepienski), Сушинські (Suszynski), Ширма (Szyrma), Тархальські (Tarchalski), Творжанські (Tworzyanski), Улатовські (Ulatowski), Вапільські (Wapilski), Заглоба, Заглобські (Zaglobski), Затонські, Циглер (Zygler) та інші.